# Bystričany
Bystričany (deutsch Bistrizin, ungarisch Besztercsény – bis 1907 Bisztricsény) ist ein Dorf und Gemeinde im Okres Prievidza in der Region Trenčín in der Westslowakei.

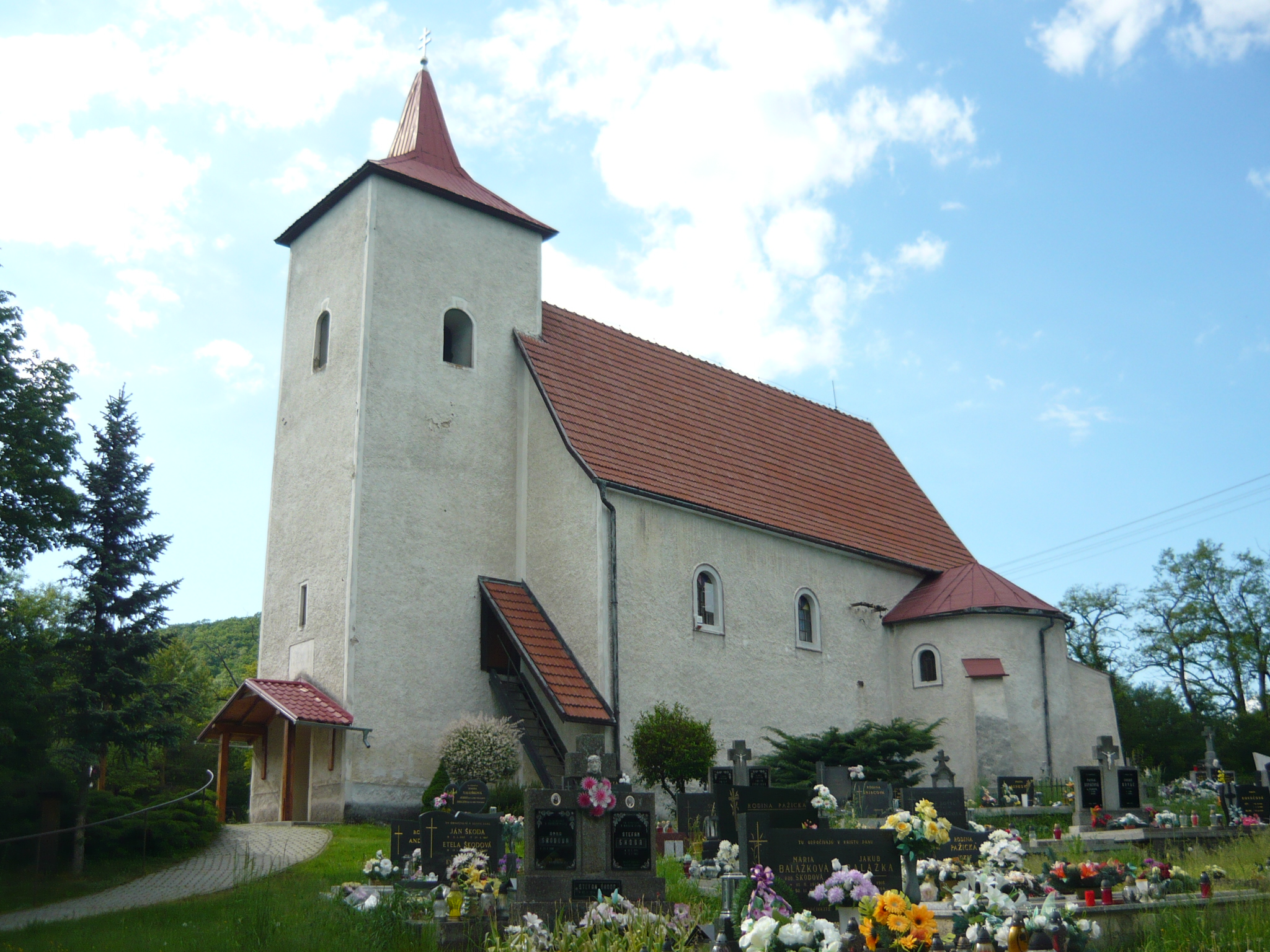

## Geschichte
Die erste urkundliche Erwähnung des Ortes war 1388.
1921 wurde hier Anton Neuwirth geboren.
1924 wurden die Dörfer Chalmová und Vieska eingemeindet, welche auch heute Gemeindeteile bilden.

## Geographie
Die Gemeinde liegt in einer Höhe von etwa 260 Metern und umfasst eine Fläche von 37.607 km², unterhalb des Vogelgebirge. Der Gemeindeteil Chalmová liegt direkt am Fluss Nitra. Die Anzahl der Einwohner beträgt 1820 (Stand 2009).

## Bevölkerung
| Jahr:                | 1994. | 2004.   | 2014.   | 2024.   |
| -------------------- | ----- | ------- | ------- | ------- |
| Anzahl der Personen: | 1796  | 1828    | 1806    | 1739    |
| Unterschied:         |       | +1,78 % | -1,20 % | -3,70 % |

| Jahr:                | 2023. | 2024.   |
| -------------------- | ----- | ------- |
| Anzahl der Personen: | 1754  | 1739    |
| Unterschied:         |       | -0,85 % |